# Tverdyš
Tverdyš (in russo Твердыш; in finlandese Linnasaari) è un'isola russa situata nella baia di Vyborg, nella parte nord-est del golfo di Finlandia, nelle acque del mar Baltico. Amministrativamente fa parte del Vyborgskij rajon dell'oblast' di Leningrado, nel Circondario federale nordoccidentale. L'isola fa parte della città di Vyborg. Il suo nome attuale risale a dopo la seconda guerra mondiale, in precedenza, si chiamava Slotsholmen (in svedese) e Linnasaari. Fino al XVI-XVII secolo, Tverdyš era un'isola alla foce occidentale del fiume Vuoksa.
Su Tverdyš si trovano i seguenti quartieri di Vyborg: Petrovskij, Vyborgskij, Severnyj e il parco Monrepo.

## Geografia

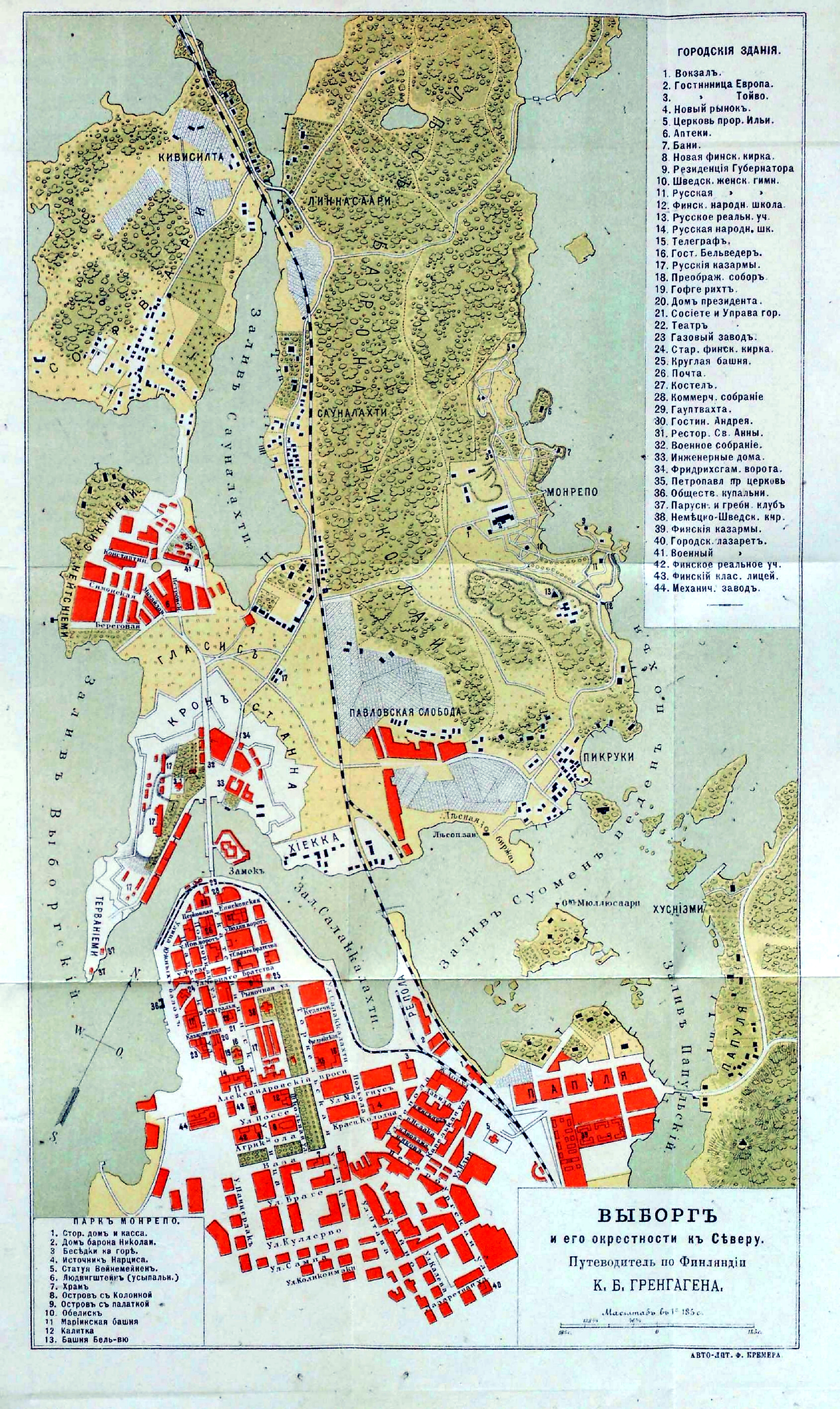
L'isola di Tverdyš a nord di Vyborg in una mappa del 1905.

Tverdyš è l'isola che chiude a sud-ovest la baia Zaščitnaja; è lunga circa 3 km e larga da 1 a 2 km, la sua superficie è di 4,8 km². L'isola è delimitata a nord-ovest dallo stretto Gvardejskij (Гвардейский пролив), la via marittima che conduce al canale Saimaa. Lo stretto è largo da 100 a 400 m ed è attraversato dal ponte Družby (мост Дружбы) e da un ponte della ferrovia. A sud-est, lo stretto Krepostnoj (Крепостной пролив), largo da 90 a 320 m, divide l'isola dalla terraferma e dal centro di Viborg ed è attraversato da tre ponti: Krepostnoj, Petrovskij e il ponte ferroviario Finljandskij (Крепостной, Петровский, Финляндский). Altri ponti collegano Tverdyš all'isola Gvardejskij (остров Гвардейский), che si trova ad ovest, e ad alcune piccole isole a est. Il ponte Družby, citato sopra, collega l'isola Gvardejskij alla terraferma.

### Isole adiacenti
- Bylinnyj (остров Былинный), a nord;
- Ljudvigštajn (Людвигштайн), a nord-est;
- Zamkovyj (Замковый остров) a sud, nello stretto Krepostnoj, dove si trova il castello di Vyborg;
- Gvardejskij (остров Гвардейский), a ovest;
- i tre isolotti Sil'tsari, Dvojnik e Chusniėmensari (Сильтсари, Двойник, Хусниэменсари), a ovest.